# Масих, Икбаль
Икбаль Масих (ок. 1983 — 16 апреля 1995) — пакистанский ребёнок, жертва жестокого обращения при подневольном детском труде, впоследствии получивший большую известность своими рассказами о пережитом. Был убит при невыясненных обстоятельствах через два года после освобождения из рабства, ныне считается символом борьбы против детского рабства в развивающихся странах.

## Биография
Родился в небольшой деревушке Муридке, расположенной в 17 км от Лахора. Его отец бросил семью вскоре после рождения Икбаля, а мать, работавшая уборщицей, не могла прокормить всех детей. Кроме того, она задолжала 600 рупий местному владельцу ковроткаческой фабрики по имени Аршад, после чего была вынуждена отдать ему своего 4-летнего сына в фактическое рабство: Икбаль должен был ткать ковры, пока его работа не покроет долг. Работать он был вынужден по 14 часов 7 дней в неделю, имея лишь 30-минутный перерыв, вставая до рассвета и проделывая долгий путь до фабрики, где работал вместе с другими детьми, которых в целях предотвращения бегства на время работы сковывали цепями. К 12-летнему возрасту Икбаль вырос лишь до 120 см, а весил 27 кг, напоминая внешне 6-летнего ребёнка.
За любую провинность или невыполнение работы Икбаля жестоко избивали. Однажды ему удалось сбежать и добраться до полицейского участка, где он пытался найти помощь. Однако подкупленные полицейские возвратили его Аршаду, который в наказание за побег подвешивал его вниз головой и стал с тех пор связывать намного сильнее. В 10-летнем возрасте Икбалю, тем не менее, вторично удалось бежать, после чего он был найден членами движения за отмену детского труда (BLLF), став её активистом и выступая с речами о перенесённых им тяготах во время рабства по всему миру. Считается, что благодаря деятельности Икбаля организации удалось освободить более 3000 находившихся в рабстве детей. В 1994 году за свои усилия Икбаль получил награду Reebok Human Rights Youth in Action Award.
Икбаль был застрелен в 12-летнем возрасте на Пасху 16 апреля 1995 года неизвестными людьми, по некоторым версиям — бандитами, промышляющими незаконным детским трудом. Его убийство осталось нераскрытым, на похоронах присутствовало более 800 человек. В 2000 году он был посмертно удостоен премии The World’s Children’s Prize for the Rights of the Child.

### Память
Ныне существует Детский фонд имени Икбаля Масиха. В январе 2009 года Конгресс США учредил премию имени Икбаля Масиха, присуждаемую за борьбу с детским трудом. В 2003 году появилось художественное произведение на основе его истории авторства Франческо Д’Адамо, где события показаны с точки зрения девочки по имени Фатима.